# Дальзавод
AO «Центр судоремонта „Дальзавод“» — российское судостроительное и судоремонтное предприятие, находящееся в городе Владивосток на северном побережье бухты Золотой Рог. Основано в 1887 году. Входит в состав Дальневосточного центра судостроения и судоремонта Объединённой судостроительной корпорации (ОСК).
В 2012 году по решению собрания акционеров было решено объединить мощности 178-го судоремонтного завода и Дальзавода. Часть территории бывшего «178 СРЗ» подвергнется рекультивации в рамках проекта «Редевелопмент берегового фасада бухты Золотой Рог», находящиеся на этой территории производственные мощности будут перенесены на территорию бывшего ОАО «Дальзавод». Вдоль побережья бухты будут возведены торговые центры, пивной ресторан, гостиница и СПА-центры. Территория от сухого дока имени Цесаревича Николая до КПП бывшего Дальзавода будет разделена на общественно-рекреационную, торговую и офисно-жилую зоны.
Из-за вторжения России на Украину предприятие внесено в санкционные списки Евросоюза, США, Великобритании, Японии и ряда других стран.

## История
С основания в 1860 году Владивостока, как военно-морского поста, возникла необходимость в ремонте и обслуживании кораблей, приходивших из Центральной России. В 1887 году для обеспечения постоянного ремонта и поддержания боевой готовности кораблей на территории Военного порта Владивостока началось строительство артиллерийских и минно-торпедных мастерских, которые в дальнейшем стали известны как Механический завод (эти работы закончились в 1905—1910 годах). В то время постройки получили название судоремонтных мастерских Военного порта. Точной датой основания завода считается 14 (26) октября 1887 года — об организации нового завода сообщила 25 октября 1887 года газета «Владивосток».
В 1891 году на заводе был собран первый плавучий док. В 1897 году был построен сухой док, названный в честь цесаревича Николая, который присутствовал при его закладке. С введением его в строй для завода стал возможен судоремонт любой степени сложности. Этот док существует до сих пор и известен как «сухой док № 3».
Первым каменным зданием будущего «Дальзавода» стало здание механического завода, где располагались слесарные мастерские и управление (ныне в этом здании находится центральный склад). На выставке проектов 1902 года это здание за свои архитектурные достоинства удостоено серебряной медали.
В первые годы советской власти завод, кроме судоремонта, вёл работу по ремонту паровозов и железнодорожных вагонов, восстанавливал мосты, изготавливал оборудование для лесной, нефтяной, угольной, рыбной промышленности Приморья. В 1919 году механический завод разделился на две части: сам завод и мастерские «Совторгфлота» (последние стали предшественником 178-го судоремонтного завода, образованного в 1932 году). В этом же году завод и получил своё название «Дальзавод».
В 1920 году на Дальзаводе в практику судоремонта была впервые внедрена электросварка. Пионером сварного судостроения стал руководитель технического бюро, инженер, а в дальнейшем — учёный с мировым именем, профессор и ректор ДВПИ (1925—1928) В. П. Вологдин. Он сконструировал и построил первый сварочный генератор, освоил практический опыт поддержания дуги, организовал сварочную мастерскую, а затем факультет сварки в ДВПИ.
В 1927—1932 годах Дальзавод построил более 700 судов, в числе которых катера, буксиры, сейнеры, понтоны, баржи, морские моторные парусные шхуны. В 1930 году на Дальзаводе было построено первое в России цельносварное судно. С 1931 года завод начал строить и достраивать корабли и подводные лодки для Тихоокеанского флота. В 1941—1945 годах кроме основной программы по судоремонту на заводе было освоено производство боеприпасов и оружия. В 1943 году вступил в строй завод № 263 в Советской Гавани, ставший филиалом Дальзавода. Позже завод № 263 преобразован в отдельный Северный судоремонтный завод. 2 июня 1945 года Дальзавод был награждён орденом Ленина. Также более 300 рабочих завода были награждены орденами и медалями.
После войны завод занимался ремонтом судов ДВМП, ВРХФ, китобойной и краболовной флотилий.
В 1980—1990-е годы завод занимался выпуском товаров народного потребления, а также ремонтировал корабли и суда, плавбазы и подводные лодки. В 1982 году в ремонте на заводе находился тяжёлый авианесущий крейсер «Минск».
В 1993 году завод был преобразован в открытое акционерное общество, а в 1996 году — в холдинговую компанию.
В 2012 году, по решению собрания акционеров, холдинговая компания «Дальзавод» была объединена с 178-м судоремонтным заводом и образован «Центр судоремонта „Дальзавод“». Центр судоремонта «Дальзавод» специализируется на ремонте надводных кораблей и подводных лодок. В рамках модернизации проведена реконструкция сухого дока, создан центр ремонта подводных лодок типа «Варшавянка», построена ремонтная набережная для универсальных десантных кораблей типа «Мистраль». Предусмотрено строительство эллинга и синхролифта грузоподъёмностью 5000 тонн, ввод в эксплуатацию плавучего дока грузоподъёмностью 35 600 тонн, возведение над сухим доком № 1 укрытия для круглогодичной эксплуатации. Программа реконструкции рассчитана на 15 лет (2012—2027 годы), объём капиталовложений в первые 5 лет составит 13 млрд рублей.
В 2013 году на предприятии прошли ремонт около 200 кораблей и судов.
В 2014 году ОАО «Центр судоремонта „Дальзавод“» направил на модернизацию производства 130 миллионов рублей собственных средств. Модернизация продиктована ростом гособоронзаказа, в 2014 году он составил 12,5 миллиардов рублей. В этом же году доставлена пятая партия высокоточных станков стоимостью 23 миллиона рублей от европейских производителей. Данные токарно-винторезные и инструментально-фрезерные станки позволяют вести обработку деталей с микронной точностью. С начала 2014 года велось строительство насосной станции сухого дока № 2 и модернизация турбодизельного цеха № 9, где уже введён в строй новый балансировочный участок. За 2014 год специалисты «Центра судоремонта „Дальзавод“» отремонтировали более 250 кораблей и судов, в том числе для ТОФ.
Основные работы по строительству нового эллинга и корпусно-докового цеха должны были начаться в первом квартале 2016 года. В ноябре 2016 года был завершён первый этап модернизации единственного в составе ВМФ РФ судна измерительного комплекса «Маршал Крылов» Тихоокеанского флота (ТОФ).
- 2012 год
- 2013 год
- 2014 год
- Ракетный катер Р-297 в доке (2015)
- Подводная лодка у причала «Дальзавода» (2016)
- Плавучий док ПД-85 проекта P-1234 (2024)

## Производственные мощности
Завод располагает двумя сухими и двумя плавучими доками, позволяющими проводить доковые работы с кораблями длиной до 195 метров. Протяжённость набережных завода составляет 1,5 км, глубины у кордона — 6-9,5 м. Территория предприятия составляет 10,7 га, пригодная для стоянки судов акватория — 15,5 га. Общая площадь застройки — более 47 тыс. м².